# 托夫夏
50°15′17″N 28°0′35″E / 50.25472°N 28.00972°E
托夫夏（烏克蘭語：Товща），是烏克蘭北部的村莊，隸屬日托米爾州的日托米爾區。該村始建於1890年，面積15.4平方公里，海拔高度249米，2001年該村落人口299。